# Guy de Muyser

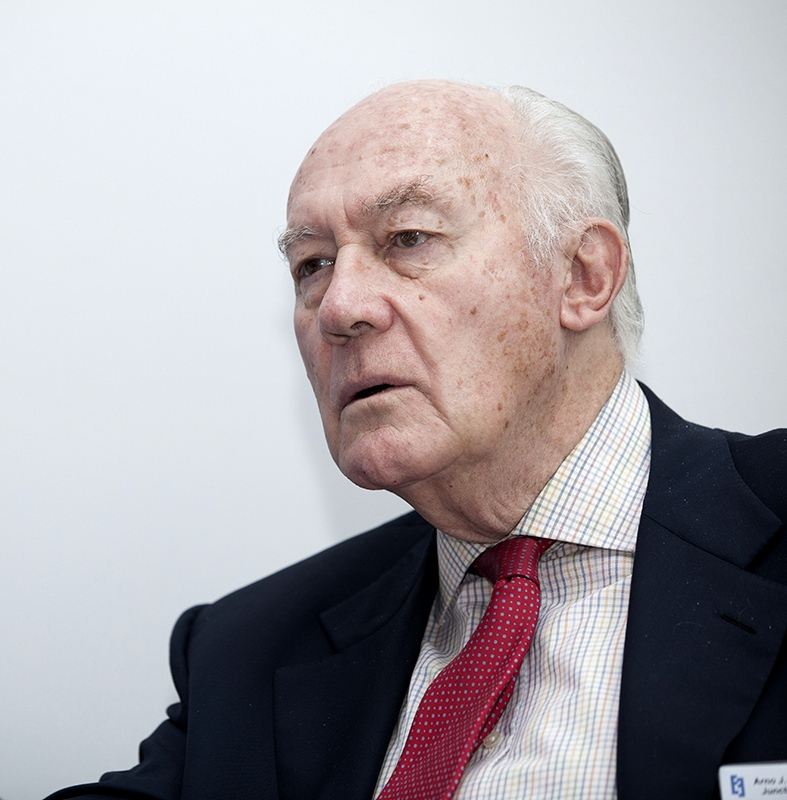
Guy de Muyser (2013)

Guy de Muyser (* 20. Juni 1926 in Wiltz; † 19. August 2024 in Luxemburg) war ein luxemburgischer Politiker und Botschafter.

## Leben und Wirken
De Muyser studierte Rechtswissenschaften und Betriebswirtschaft in Frankreich, Großbritannien und den USA. Seit 1951 war er als Rechtsanwalt tätig. Ab 1956 arbeitete er im Luxemburgischen Außenministerium. 1969 wurde er Kabinettschef des großherzoglichen Hofs. Im Jahre 1970 wurde er zum Hofmarschall des Großherzogs Jean von Luxemburg ernannt. Seit 1981 war er Botschafter seines Landes und hatte diese Position bis zu seinem Ruhestand im Jahre 1991 inne.
Aus der 1956 mit Dominique Milliat (1930–2015) geschlossenen Ehe gingen drei Kinder hervor.
Er starb am 19. August 2024 in Luxemburg im Alter von 98 Jahren.

## Ämter im luxemburgischen Staatsdienst
- Kabinettschef von Großherzog Jean von Luxembourg
- Hofmarschall des Hofes zu Luxemburg
- Beamter des diplomatischen Dienstes
- Botschafter Luxemburgs in Moskau (gleichzeitig akkreditiert in Helsinki, Warschau und Ulaanbaatar) sowie Brüssel und bei der NATO.

## Verschiedenes
De Muyser war Vorsitzender und Mitglied in Verwaltungsräten diverser Unternehmen sowie kultureller, sozialer und patriotischer Vereinigungen. Außerdem war er Dozent am European Center der Miami University (USA).

## Orden und Auszeichnungen

### Orden
- Großoffizier des Ordens Adolphs von Nassau
- Großoffizier des Ordens der Eichenkrone

### Ausländische Orden
- Großoffizier der Ehrenlegion (F)
- Großkreuz des Belgischen Kronenordens (B)
- Großkreuz des Ordens Leopolds II. (B)
- Ritter iure sanguinis des religiösen und militärischen Constantinischen St.-Georgs-Orden
- 1973: Großkreuz des Verdienstordens der Italienischen Republik

### Auszeichnungen
- Ehrendoktor der Humanwissenschaften der Universität Miami